# Афроперуанцы

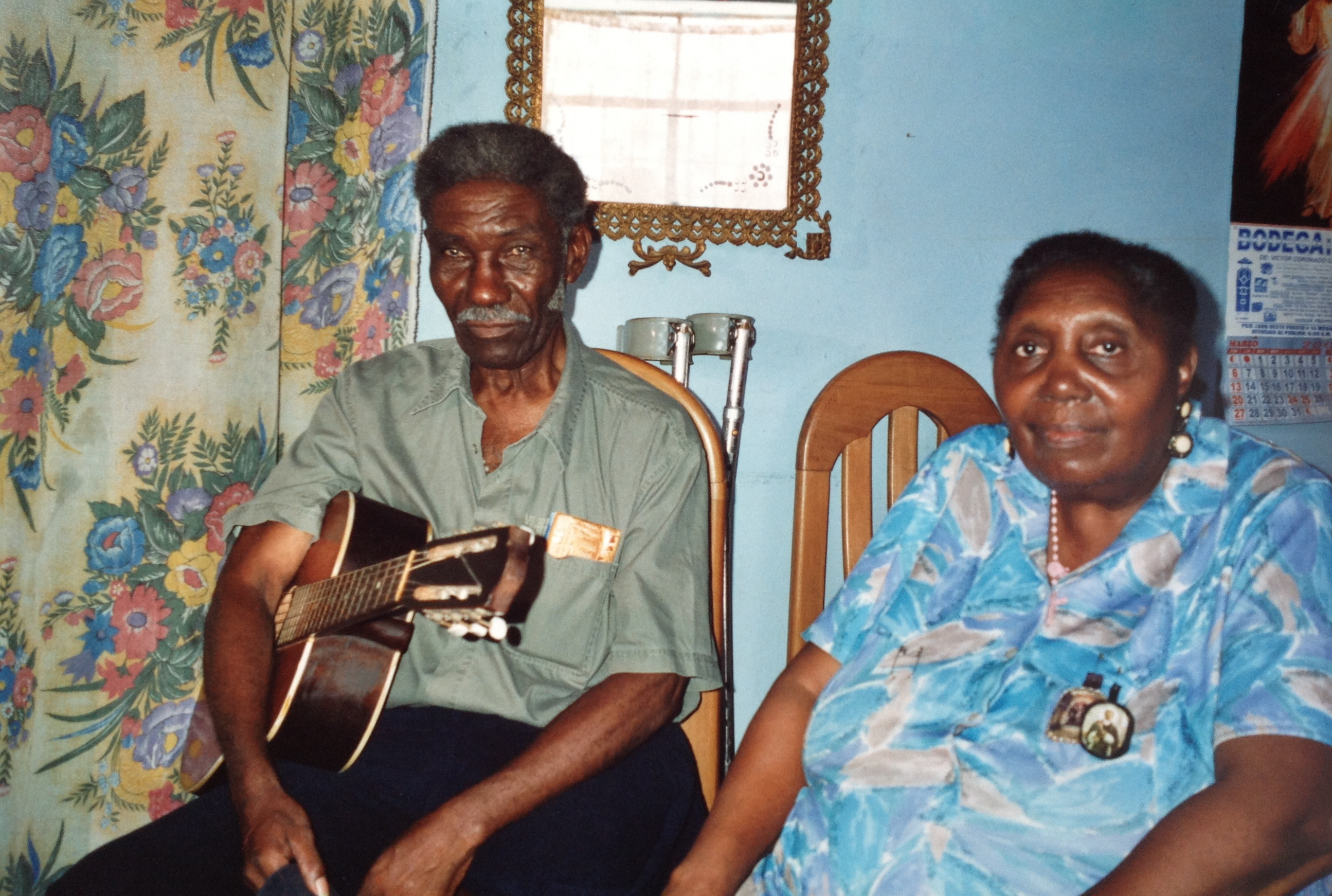
Музыканты из деревни Эль-Кармен

Афроперуанцы или Афро-перуанцы — потомки африканских рабов, проживающие на территории Перу. Проживают в регионах на северном побережье страны (Пьюра, Ламбаеке, Тумбес) и в ряде провинций регионов Лима и Ика (Каньете, Чинча, Писко, Наска), а также в городе Кальяо. Среди крупных городов высока доля афроперуанцев в Трухильо (7,42 %), Чиклайо (7,89 %), Пьюре (8,46 %). Самый высокий процент афроперуанского населения отмечен в городе Япатеро, а также в провинции Морропон (13,7 %), районе Чулуканас (17,3 %) в регионе Пьюра, в районе Пикси региона Ламбаеке (21,5 %).
По данным переписи 2017 года численность афроперуанцев среди людей старше 12 лет — 828 841 человек, что составляет 3,6 % от населения страны. 80 % из них проживает в городах.

## История
Первые афроперуанцы прибыли на территорию страны вместе с конкистадорами в качестве рабов. Они принимали участие в строительстве городов, мостов и дорог; среди них были солдаты, слуги, телохранители. Черные рабы в Перу делились на два типа. Негрос босалес («неукрощенные негры») привозились непосредственно из Западной и Юго-Западной Африки. Африканцы, говорящие на испанском и интегрированные в испанскую культуру, назывались негрос ладино («латинские негры»), многие из них были мулатами (потомками от смешанных испано-африканских браков).
В социальной иерархии рабского слоя наивысшую ступень занимали африканцы-ремесленники. Они обладали большей свободой. Постепенно наблюдался социальный прогресс: афроперуанцы занимали более престижные и квалифицированные специальности. Они ценились как более квалифицированная рабочая сила, в связи с чем пользовались большими привилегиями, по сравнению с метисами. Но впоследствии, по мере роста численности населения метисов, те стали играть большую роль в экономике страны, социальная иерархия изменилась не в пользу афроперуанцев: они встали в самом низу социальной лестницы, наравне с коренными индейцами.
В конце концов, афроперуанцам была отведена роль работников на плантациях: они трудились на плантациях сахарного тростника и риса на севере и на виноградниках и хлопковых плантациях на юге. Некоторые из них удостаивались титула «янакуна», который доставался только самым преданным из рабов. Янакуна имели право владеть своим участком земли, который сами и должны были возделывать. Беглые рабы иногда объединялись в вооруженные банды (См. Мароны).
В течение эпохи работорговли, до 1850 года, в Перу было завезено 95 000 африканских рабов. С XVII века афроперуанцам разрешалось покупать свободу, образовался афроперуанский социальный класс. Но, даже будучи свободными, они постоянно сталкивались с трудностями и дискриминацией. Небелому населению было запрещено получать образование в школах и университетах.
В 1856 году рабство было отменено. Бывшие рабы часто носили фамилии своих прежних хозяев.

## Культура
Так как афроперуанская культура была достаточно изолирована от влияния культур индейцев и метисов, то она имеет много общих черт с африканской и сильно отличается от культуры остальной страны. У афроперуанцев сложились уникальные традиции в музыке, танцевальном искусстве, литературе, гастрономии.
Хорошо известна афроперуанская музыка, сочетающая африканские ритмы и напевы с элементами испанской и индейской музыки. Она не была известна до 1950-х годов даже в Перу. Была популяризирована музыкантом Никомедесом Санта-Крусом (исп. Nicomedes Santa Cruz), а затем группой Перу-Негро и Перу-Экспресион. На международном уровне рекламой афроперуанской музыки послужил лейбл Луака Боп Дэвида Бирна и творчество Сусаны Баки (es:Susana Baca). В музыке используются гитара (популярны ритмы фламенко) и перкуссионные инструменты (кахон, кахита, ковбелл, кихада). Одна из самых известных афроперуанских песен — «Toro mata».